# فيفيان رووي
فيفيان رووي (بالإنجليزية: Vivian Rowe)‏ (18 فبراير 1901 في المملكة المتحدة - 1 سبتمبر 1967 في المملكة المتحدة) هو لاعب كرة قدم بريطاني (وحمل سابقاً جنسية المملكة المتحدة لبريطانيا العظمى وأيرلندا) في مركز مهاجم داخلي. لعب مع نادي برينتفورد ونادي ويمبلدون ودولويتش هاملت.